# شارون (بنسلفانيا)
شارون (بالإنجليزية: Sharon, Pennsylvania)‏ هي مدينة تقع في مقاطعة ميرسر (بنسلفانيا) بولاية بنسلفانيا في الولايات المتحدة. تبلغ مساحة هذه المدينة 10 (كم²)، وترتفع عن سطح البحر 305 م، بلغ عدد سكانها 14038 نسمة في عام 2010 حسب إحصاء مكتب تعداد الولايات المتحدة.

## الموقع الجغرافي
الموقع الجغرافي للمناطق المحيطة بهذه النقطة هو كالتالي:

## أعلام
- تشارلي جيبسون
- جون د. ماكدونالد
- إروين هان
- نورمان هال
- كارمن أرغنزينو
- جاك مارين
- رود وايت

## وصلات خارجية
- The US50 - Cities and Towns in Pennsylvania State